# L’Espunyola
L’Espunyola település Spanyolországban, Barcelona tartományban. Lakosainak száma 262 fő (2024).

## Földrajza
L’Espunyola Capolat, Avià, Montclar, Casserres, Montmajor és Navès községekkel határos.

## Népesség
A település lakosságának változását az alábbi diagram mutatja:
| Lakosok száma | 192  | 381  | 552  | 470  | 300  | 273  | 260  | 259  | 254  | 262  |
|               | 1717 | 1887 | 1936 | 1960 | 1986 | 2004 | 2009 | 2014 | 2019 | 2024 |